# Veriña de Abajo
Veriña de Abajo (en asturiano y oficialmente: Veriña de Baxo) es una aldea que pertenece a la parroquia de Veriña en el concejo de Gijón (Principado de Asturias). Se encuentra a 22 m s. n. m. y está situada a 5,60 km de la capital del concejo, Gijón. 

## Población
En 2023 contaba con una población de 64 habitantes (INE 2023).